# Astomum recurvirostre
Astomum recurvirostre là một loài rêu trong họ Pottiaceae. Loài này được (Müll. Hal.) G. Roth mô tả khoa học đầu tiên năm 1911.